# Cheri Oteri
Cheri Oteri (nacida como Cheryl Ann Oteri; Municipio de Upper Darby, 19 de septiembre de 1962) es una actriz y comediante estadounidense, conocida por sus roles en el programa Saturday Night Live, desde 1995 a 2000. 
Es hija de Gaetano Thomas Oteri, quien fundó una compañía de música llamada 'Of Music'. Tiene ancestros italianos. Creció con tres hermanos, Denise, Brian y Tommy Jr. Estudió en la Archbishop Prendergast High School en Drexel Hill, Pensilvania.

#### Imitaciones en SNL
- Alanis Morissette
- Amy Fisher
- Barbara Walters
- Cyndi Lauper
- Downtown Julie Brown
- Fran Drescher
- Jennifer Aniston
- Jennifer Lopez
- Jennifer Tilly
- Jessica Simpson
- Joanna Pacitti
- Jules Asner
- Kelli Williams
- Kristin Davis
- Lacey Chabert
- Lisa Marie Presley
- Mariah Carey
- Marisa Tomei
- Marla Maples
- Melanie Chisholm
- Melissa Rivers
- Paula Jones
- Tina Yothers
- Tori Spelling

## Filmografía
- Scream Queens (2016) (TV) .... Sheila Baumgartner
- Comedy Bang! Bang! (2015) (TV) .... Madeline Ferrari
- Wishin' and Hopin' (2014) .... Hermana Dymphna
- Christmas in Conway (2013) .... Gayle
- Grown Ups 2 (2013).... Penny
- Jessie (2013) (TV).... Ms. Folkemburg
- The New Normal (2012) (TV)...
- Bad Parents (2012)...Melissa
- And They're Off (2011) .... Dee
- Imagination Movers (2010) (TV) .... Gladys El hada de los dientes
- Liza Life Coach (2009) (TV) .... Liza
- Boston Legal (2008) (TV) .... Martha Hedley
- Private Valentine: Blonde & Dangerous (2008) .... Pvt. Jeter
- The Life & Times of Tim (TV) (voz) .... Blobsnark
- Surveillance (2008) .... Mamá
- Shrek tercero (2007) (voz) .... Sleeping Beauty/Actriz
- The Ant Bully (2006) (voice) .... Doreen Nickle
- Park (2006) .... Claire
- Southland Tales (2006) .... Zora Charmichaels
- Stephen's Life (2005) (TV) .... Ainsley
- Smile (2005) .... Linda
- Surviving Eden (2004) .... Maria Villanova
- Dumb and Dumberer: When Harry Met Lloyd (2003) .... Ms. Heller
- On the Spot .... Wild Bachelorette
- With You in Spirit (2003) (TV) .... Montana
- Curb Your Enthusiasm .... Martina
- The Colin Quinn Show .... Esposa
- Ally McBeal .... Melissa
- Loomis (2001) (TV)
- Sol Goode (2001) .... Bernie Best
- Strangers with Candy .... Hillary
- Scary Movie (2000) .... Gail Hailstorm
- Peppa Pig (2004–presente).... Mamá Conejo
- Inspector Gadget (1999) .... Mayor Wilson
- Lured Innocence (1999) .... Molly
- Small Soldiers (1998)
- Austin Powers: International Man of Mystery (1997)
- Just Shoot Me! (1997–1999) .... Cindy
- Liar Liar (1997) .... Jane
- Saturday Night Live (1995–2000) .... Varios personajes